# Award of Garden Merit

Logo de lAward of Garden Merit.

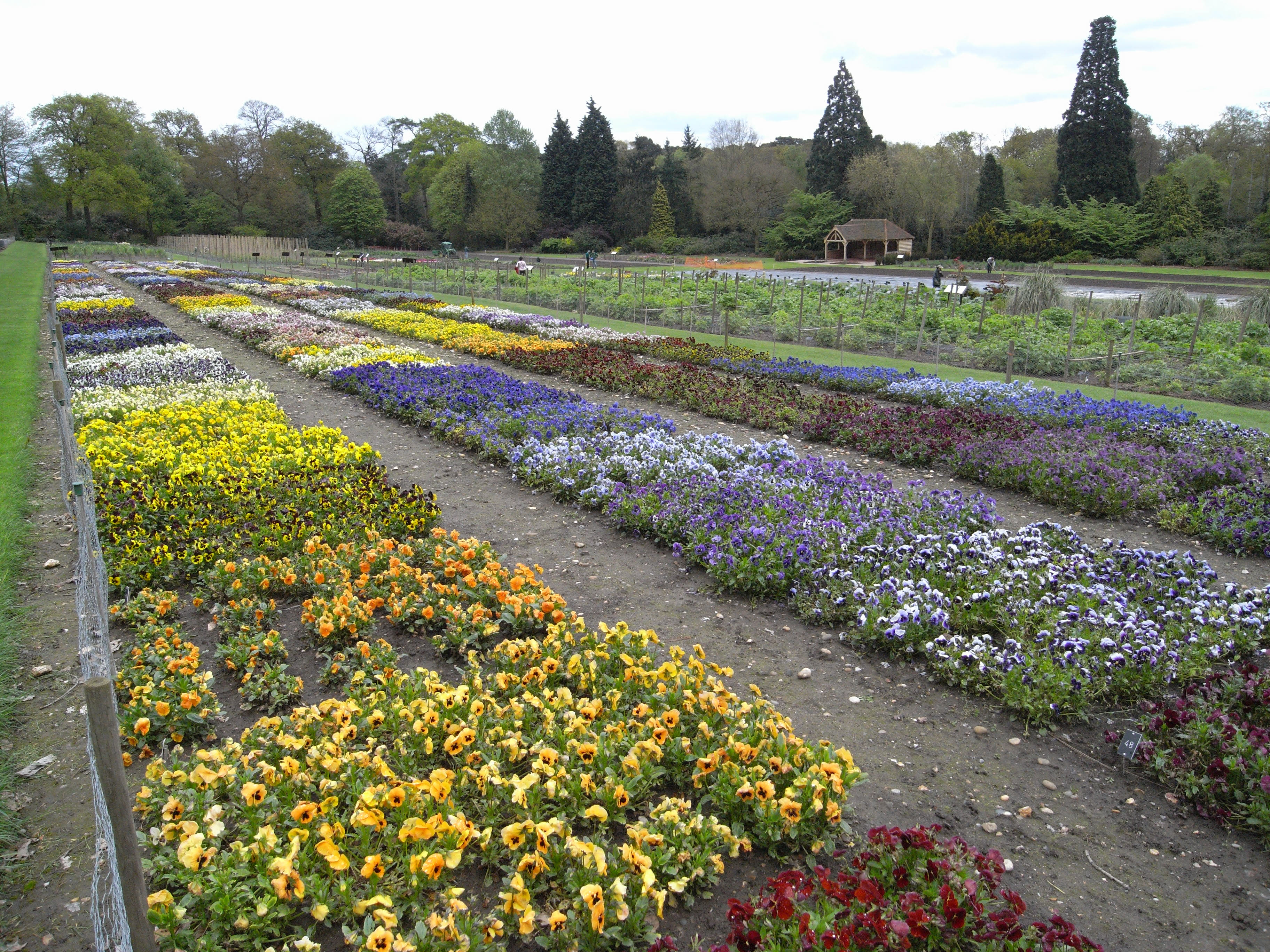
Champ d'essais au Royal Horticultural Society Garden à Wisley, montrant certaines des centaines de variétés évaluées pour lAward of Garden Merit.

L'Award of Garden Merit (AGM) en français : « Prix du Mérite du Jardin » est un prix annuel établi de longue date pour les plantes, octroyé par la British Royal Horticultural Society (RHS). Il est basé sur l'évaluation des performances des plantes dans les conditions de croissance en Grande-Bretagne.

## Histoire
L'Award of Garden Merit est une marque de qualité décernée, depuis 1922, aux plantes cultivées (y compris les arbres, les légumes et les plantes ornementales) par la Royal Horticultural Society (RHS) au Royaume-Uni. Les récompenses sont décernées chaque année après des essais sur les plantes, afin d'évaluer leur performances dans des conditions de croissance britanniques. Les essais peuvent durer une ou plusieurs années, selon la plante analysée, et peuvent être réalisés au Jardin botanique de Wisley et dans d'autres jardins, ou après observation des plantes dans des collections spécialisées. Les rapports d'essai sont disponibles sous forme de livrets et sur le site officiel de l'organisme. Les récompenses sont révisées chaque année au cas où les plantes ne seraient plus disponibles en horticulture ou auraient été remplacées par de meilleurs cultivars.

## Prix similaires
Ce prix ne doit pas être confondu avec le Award of Merit de la Royal Horticulture Society (AM), décerné à des plantes jugées « de grand mérite pour l'exposition », c'est-à-dire pour des plantes ornementales exclusivement et pas seulement de jardin.
Depuis 1989, la France a décerné des prix similaires appelés les Mérites de Courson, mais ceux-ci sont basés sur un nombre limité de plantes, soumises par les pépiniéristes aux jurys des Journées des Plantes de Courson qui ont lieu deux fois par an, et les récompenses sont basées uniquement sur les avis du jury, quant à la performance probable des plantes dans les jardins à la française, plutôt que sur des essais approfondis[réf. nécessaire].

## Commentaires

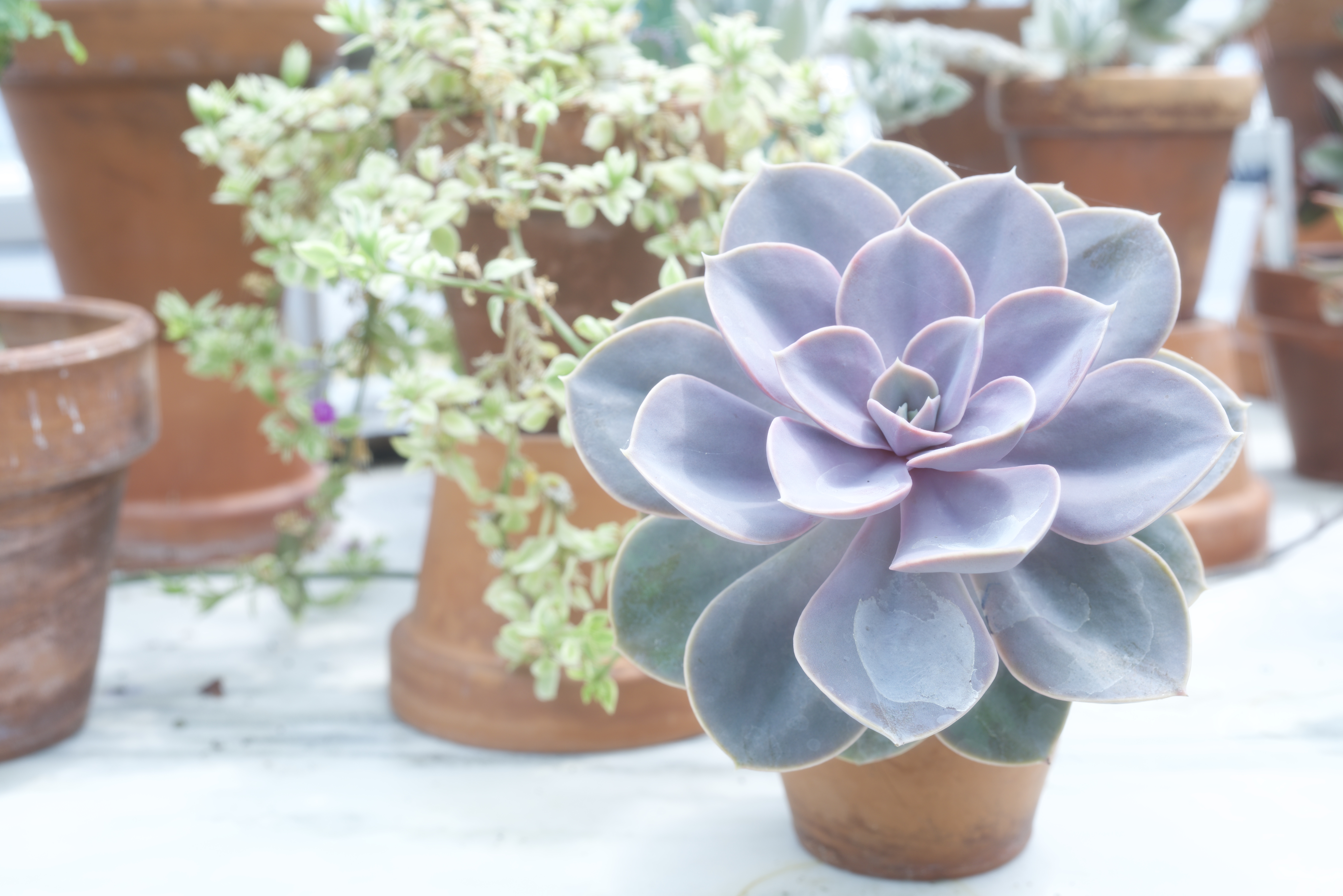
Echeveria 'Perle von Nürnberg', lauréate de lAward of Garden merit.

L'Award of Garden Merit a été revu en 1992, pour accroître son utilité et son prestige. Les résultats des essais sur le terrain ont pris du poids dans les évaluations et les usines AGM existantes ont été examinées à la lumière d'une expérience plus récente. Les AGA devaient être revues à intervalles de 10 ans à partir de 1992, mais cette fréquence a été portée à une fois par an. L'examen de 2012/2013, avec les conseils d'experts tels que les comités des plantes de la Royal Horticultural Society, les sociétés spécialisées, les détenteurs de la NCCPG National Plant Collection et d'autres, a entraîné de nombreux changements. Près de 1 900 usines ont perdu le prix et plus de 1 400 usines ont été récompensées ; la liste comprenait 7 073 plantes après l'examen.

### Annulation
Les plantes peuvent être ajoutées à la « Sunset List » de la Royal Horticultural Society pour annulation pour plusieurs raisons, notamment l’inaccessibilité pour les jardiniers, la mise à disponibilité de meilleures plantes, l'affliction par des ravageurs ou des maladies, ou une uniformité insuffisante.

## Critères
Pour obtenir l'Award of Garden Merit, une plante doit :
- être disponible en horticulture
- être d'une excellence d’exception pour l'ornement ou l'utilisation au jardin
- être de bonne constitution
- nécessiter le moins possible de conditions de culture ou de soins hautement spécialisés
- être particulièrement résistante aux ravageur ou maladies
- subir un degré raisonnable de lusus.

Le symbole « Award of Garden Merit » représente un trophée en forme de coupe avec des poignées. Il est cité avec une note de rusticité comme suit :
- H1 Nécessite une serre chauffée
  - H1a Plus chaud que 15C / 59F: plantes tropicales pour l'intérieur et les serres chauffées
  - H1b 10C / 50F à 15C / 59F: plantes subtropicales pour l'intérieur et les serres chauffées
  - H1c 5C / 41F à 10C / 50F: plantes tempérées chaudes qui peuvent aller à l'extérieur en été
- H2 1C / 34F à 5C / 41F: plantes qui ont besoin d'une serre sans gel en hiver
- H3 -5C / 23F à 1C / 34F: rustique à l'extérieur dans certaines régions ou situations, ou qui - bien que généralement cultivé à l'extérieur en été - nécessite une protection contre le gel en hiver (par exemple, les dahlias)
- H4 -10C / 14F à -5C / 23F: plantes rustiques à l'extérieur dans la plupart du Royaume-Uni pendant un hiver moyen
- H5 -15C / 5F à -10C / 14F: plantes rustiques à l'extérieur dans la plupart du Royaume-Uni pendant les hivers rigoureux
- H6 -20C / -4F à -15C / 5F: plantes rustiques à l'extérieur au Royaume-Uni et dans le nord de l'Europe
- H7 Plus froid que -20C / -4F: plantes résistantes à l'extérieur dans les climats européens les plus rigoureux.